# Labastide-de-Lévis
Labastide-de-Lévis är en kommun i departementet Tarn i regionen Occitanien i södra Frankrike. Kommunen ligger i kantonen Gaillac som tillhör arrondissementet Albi. År 2022 hade Labastide-de-Lévis 963 invånare.

## Befolkningsutveckling
Antalet invånare i kommunen Labastide-de-Lévis
| Referens: INSEE |